# بلورة بارزة

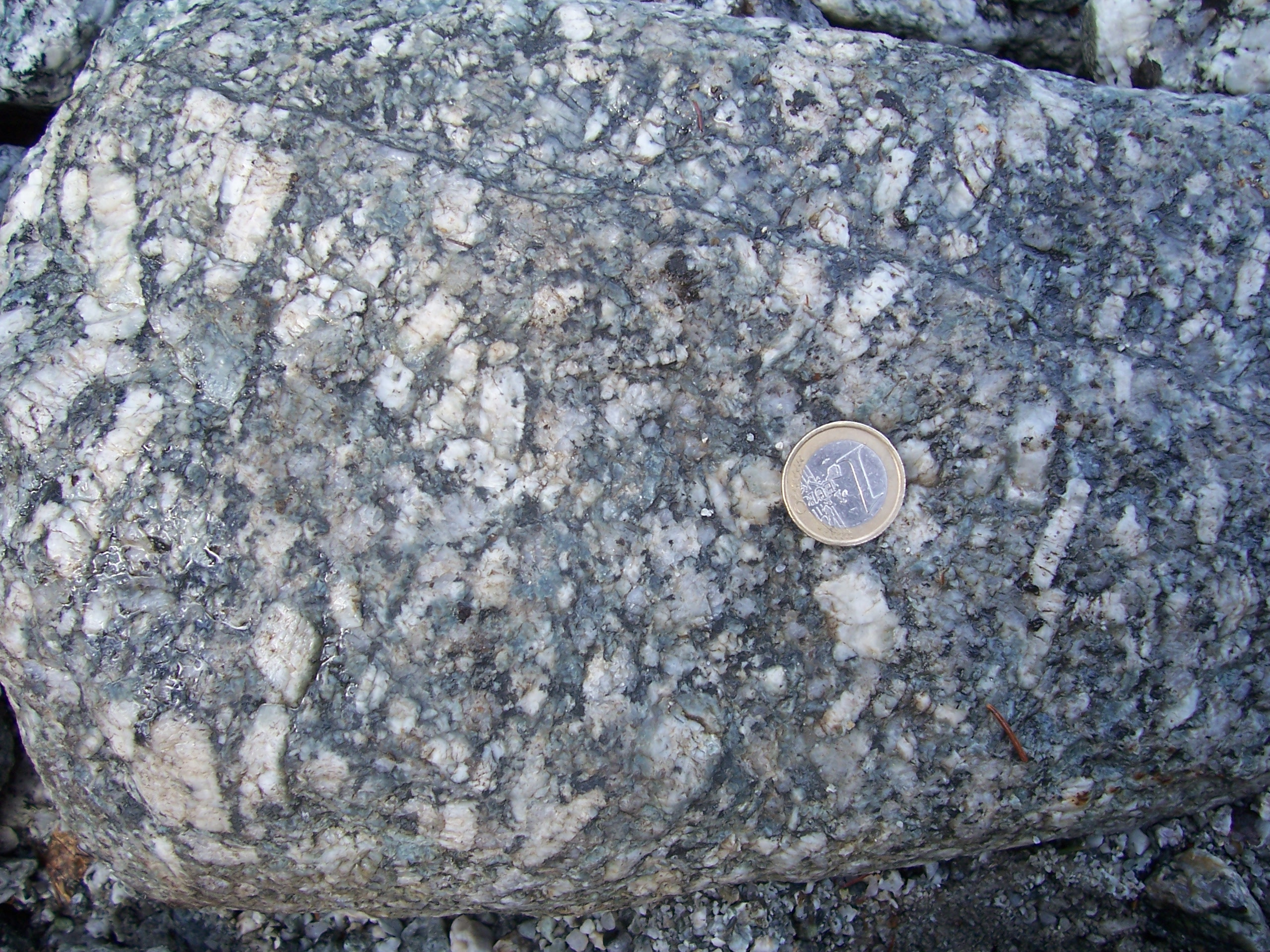
بلورات بارزة من الفلسبار في صخر الغرانيت

البلورة البارزة هي بلورة ذات حجم كبير نسبياً تشكلت في المراحل الأولى من عملية تبرّد الصخور النارية؛ وهي غالباً ما تبرز عن الفرشة الناعمة من الحبيبات في نسيج الصخر. يطلق على الصخر عندما تكون البلورات البارزة مغروسة فيه اسم الصخر السماقي (البورفيري).
عادة ما يطلق وصف البلورات البارزة على البلورات من الحبيبات الصخرية التي يكون قطرها أكبر من 5 ميليمتر.